# ヴァルデマー (デンマーク王子)
ヴァルデマー・ア・ダンマーク（丁: Valdemar af Danmark, 1858年10月27日 - 1939年1月14日）は、デンマークの王族、海軍軍人。

## 生涯
デンマーク王クリスチャン9世とその王妃ルイーゼ・フォン・ヘッセン＝カッセルの末息子。兄にデンマーク王フレゼリク8世、ギリシャ王ゲオルギオス1世（ヴィルヘルム）、姉にイギリス王妃アレクサンドラ、ロシア皇后マリヤ・フョードロヴナ（ダウマー）、カンバーランド公爵夫人テューラがいる。
1883年から、次兄ギリシャ王ゲオルギオス1世の次男ゲオルギオス（ヴァルデマーからすれば甥）を養育している。二人の関係は親密なもので、ゲオルギオスは婚約者に『この時私は父に見捨てられたと感じ、以後は叔父のために大人になったのだ。』と語ったほどである。
1885年、オルレアン家のシャルトル公ロベールの娘マリー・ドルレアンと結婚した。この結婚はマリーの伯父のパリ伯爵が仕組んだ政略結婚だったと言われるが、夫婦仲は非常に良かったようである。夫妻は5人の子女をもうけた。
ヴァルデマーは長くデンマーク海軍に所属していたが、軍隊生活はあまり肌に合わなかったようである。ヴァルデマーはまた空位であったブルガリア公国と、スウェーデンとの同君連合を解消したノルウェー王国の君主の候補に推されたが、いずれも実現しなかった。

## 子女
- オーエ（1887年 - 1940年） - 継承権放棄
- アクセル（1888年 - 1964年）
- エーリク（1890年 - 1950年） - 継承権放棄
- ヴィゴ（1893年 - 1970年） - 継承権放棄
- マルグレーテ（1895年 - 1992年） - 1921年、パルマ公子ルネと結婚